# Adiel de Oliveira Amorim
Adiel de Oliveira Amorim (sinh ngày 13 tháng 8 năm 1980) là một cầu thủ bóng đá người Brasil.

## Sự nghiệp câu lạc bộ
Adiel de Oliveira Amorim đã từng chơi cho Urawa Reds và Shonan Bellmare.

## Thống kê câu lạc bộ

### J.League
| Đội             | Năm       | J.League | J.League | J.League Cup | J.League Cup | Tổng cộng | Tổng cộng |
| Đội             | Năm       | Trận     | Bàn      | Trận         | Bàn          | Trận      | Bàn       |
| --------------- | --------- | -------- | -------- | ------------ | ------------ | --------- | --------- |
| Urawa Reds      | 2000      | 10       | 2        | 0            | 0            | 10        | 2         |
| Shonan Bellmare | 2006      | 42       | 12       | -            | -            | 42        | 12        |
| Shonan Bellmare | 2007      | 41       | 12       | -            | -            | 41        | 12        |
| Shonan Bellmare | 2008      | 26       | 9        | -            | -            | 26        | 9         |
| Shonan Bellmare | 2009      | 42       | 11       | -            | -            | 42        | 11        |
| Shonan Bellmare | 2010      | 0        | 0        | 0            | 0            | 0         | 0         |
| Shonan Bellmare | 2011      | 35       | 4        | -            | -            | 35        | 4         |
| Tổng cộng       | Tổng cộng | 196      | 50       | 0            | 0            | 196       | 50        |